# Río Big Black
El río Big Black (en inglés, Big Black River, que significa «río Gran Negro») es un río estadounidense que atraviesa parte del estado de Misisipi y desemboca en la margen oriental del río del mismo nombre. Nace en el condado de Webster y fluye 530 km hacia el suroccidente, en la mayor parte de su recorrido, hasta desembocar en el Misisipi, 40 km al sur de Vicksburg. Es el mayor afluente del Misisipi en la cuenca del Big Black.
El Big Black, así como varios de sus afluentes, están llenos de limo, y llevan grandes cantidades de sedimentos en suspensión, procedentes principalmente de la escorrentía agrícola. Estos afluentes son fangosos y de corriente lenta, aunque otros son de corriente rápida con fondos arenosos.

## Batalla
En 1863, una batalla decisiva entre las fuerzas de la Unión y las fuerzas de la Confederación, se produjo a lo largo del río y culminó con la Campaña de Vicksburg, como parte de la Guerra de Secesión. Comandadas por Ulysses S. Grant, la batalla se produjo cuando las tropas confederadas al mando de John C. Pemberton dieron fin a la batalla de Champion Hill, tras lo cual Grant persiguió a Pemberton, que se dirigía a Vicksburg.